# 洛巴赫河
47°45′25.18″N 10°34′36.55″E / 47.7569944°N 10.5768194°E

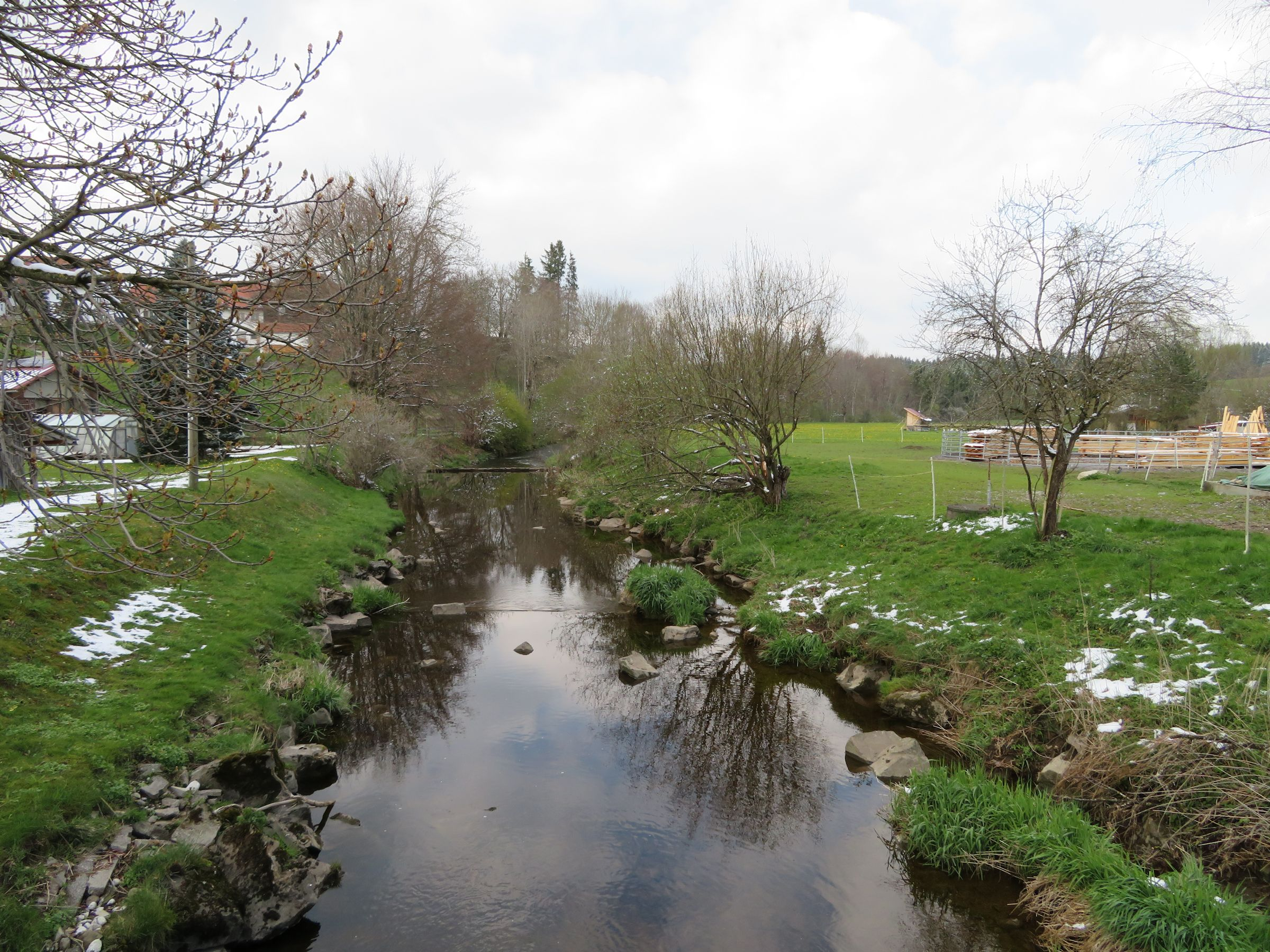
洛巴赫河

洛巴赫河（德語：Lobach），是德國的河流，位於該國東南部，由巴伐利亞負責管轄，處於上阿爾高縣，屬於韋爾塔赫河的支流，河道全長28.5公里，流域面積114平方公里。